# Hammerhead (comics)
Pour les articles homonymes, voir Hammerhead.
Joseph, alias Hammerhead est un super-vilain évoluant dans l'univers Marvel de la maison d'édition Marvel Comics. Créé par le scénariste Gerry Conway et le dessinateur John Romita, Sr., le personnage de fiction apparaît pour la première fois dans le comic book Amazing Spider-Man (vol. 1) #113 en octobre 1972.
C'est l'ennemi récurrent du héros Spider-Man.

## Biographie du personnage

### Origines
Joseph (nom de famille inconnu) est le fils d'immigrés russes venus aux États-Unis. Alors enfant, il est fasciné par les films de gangsters mettant en scène la mafia américaine, s'imaginant être à leur place, au point de se prétendre d’origine sicilienne auprès de ses camarades de classe. Devenu homme de main pour l'organisation criminelle la Maggia, il tue son propre père, violent envers lui, pour être accepté définitivement. Recruté par Silvio Manfredi, alias Silvermane, il se fait passer pour un Italien et adopte le surnom de Hammerhead.
Un jour à New York, alors qu'il est sur le point de mourir à la suite d'une agression, il est ramassé dans la rue par un ancien chirurgien radié de l'ordre des médecins nommé Jonas Harrow. Ce dernier lui fait alors subir diverses opérations pendant trois jours. Depuis, il possède un crâne plat en métal, composé d'adamantium secondaire.
Il est aussi devenu obsédé par le style des gangsters américains des années 1930, ayant perdu toute sa mémoire durant l'opération. La seule image qui lui reste de son ancienne vie est celle d'une affiche de cinéma, basée sur un film mafieux des années 1920.

### Parcours
Hammerhead crée son propre gang et se retrouve vite en conflit avec l'organisation menée par le Docteur Octopus. Battu, il est contraint de quitter le pays.
Alors qu'il prend sa revanche contre Octopus sur une île canadienne, il est irradié par un réacteur, ce qui lui fait perdre toute tangibilité dans la réalité. Il suit Octopus comme un spectre, ce dernier acceptant finalement de lui rendre sa forme physique.
Plus tard, il tente d'unir toutes les familles criminelles de la Maggia et affronte la Torche humaine (Johnny Storm).
Au cours d'un combat entre gangs contre l'Arrangeur (« The Fixer » en VO), Hammerhead est presque tué. Il se cache pendant de long mois, tandis que le Caïd fait main basse sur la pègre de New York.
Il s'allie un temps avec le Caméléon et Tombstone, puis s'installe à Las Vegas.
Il affronte les fils du Baron Strucker quand l'HYDRA tente d'annexer la Maggia, et rejoint l'équipe des Sinister Six à la demande de Norman Osborn.

### Civil War
Dans l'arc narratif Civil War, quand le Caïd est emprisonné, Hammerhead refait surface à New York. Il reforme un puissant gang, renforcé par la présence de plusieurs super-criminels (comme Squid, le Piégeur, Feu-follet, Mauler, le Clown, les Gambonnos et Marko la Montagne). Mais Fisk manipule le SHIELD et Iron Man pour que l'empire de son rival soit assailli par la justice. 
Par la suite, l'assassin Underworld lui tire à bout portant des balles en adamantium dans le crâne. Emmené d'urgence à l'hôpital, il est récupéré par Mister Negative qui le remet à son équipe de chirurgiens spéciaux. Les scientifiques lui greffent un nouveau crâne et le transforment en cyborg.
Pour le remercier, Hammerhead se met au service de Mister Negative. Il élimine un gang rival et devient son fidèle lieutenant. Mais le caïd asiatique, ayant des doutes sur sa loyauté, lui implante une puce neuro-électrique.

### Dark Reign
Durant l'arc narratif Dark Reign, Hammerhead demeure le lieutenant de Mister Negative et le commandant des « Démons Intérieurs », des hommes de mains masqués dotés d'un facteur régénérant.
Quand The Hood donne l'assaut de Chinatown, Hammerhead repousse dans un premier temps les super-vilains ennemis, avant de se rendre au cœur du siège de l'ONU pour réclamer l'assistance de Norman Osborn.

## Pouvoirs, capacités et équipement
Plusieurs parties du crâne et du squelette de Hammerhead ont été chirurgicalement remplacées par un alliage d'acier quasi incassable (adamantium appauvri), le rendant extrêmement résistant aux blessures physiques en général, et particulièrement à la tête. Grâce à cela, il peut foncer dans un mur de briques et le percer sans aucune douleur. Son crâne est virtuellement invulnérable à tout dommage physique, sauf s'il est heurté par des métaux ou des alliages métalliques plus résistants que le sien.
En complément de ses capacités, c'est un bon combattant, aussi bien à l'aise au combat au corps à corps qu'au tir au pistolet. Bien que méprisé par plusieurs de ses adversaires, il possède un esprit criminel aiguisé. C'est un athlète et un combattant à mains nues exceptionnel, même si sa tactique la plus fréquente est de charger ses adversaires la tête la première. Il est souvent vu habillé de vêtements reprenant la mode des gangsters des années 1920.
- Le niveau de force d'Hammerhead est inconnu, mais il a été capable de lutter quelques minutes face au héros Luke Cage. On l'a aussi vu utiliser un exosquelette pour amplifier sa force physique d'environ une dizaine de fois et augmenter sa protection contre les blessures et la chaleur[1].
- Par la suite, son torse et ses bras ont été partiellement remplacés par des prothèses cybernétiques.

Habituellement, il se sert d'une mitraillette Thompson des années 1920, mais il est compétent dans l’utilisation de la plupart des armes à feu. Il lui est également arrivé d’utiliser des pistolets spéciaux, ceux-ci tirant des projectiles étourdissants et non mortels, au lieu de balles classiques.
Ses hommes de mains utilisent diverses armes à la technologie avancée, selon leurs besoins.

## Apparition dans d'autres médias

### Jeu vidéo
- 2001 : Spider-Man 2 : La Revanche d'Electro : Lui et ses hommes de main sont engagés par Electro afin d'enlever le Dr. Watts, la créatrice de la technologie Bio-Nexus qu'il convoite. Spider-Man les en empêche et parvient à vaincre Hammerhead. Cependant, celle-ci est quand même enlevée par l'Homme-Sable.
- 2018 : Marvel's Spider-Man: le personnage apparaît dans les trois contenus téléchargeables (DLC) du jeu.